# Tryptamine
La tryptamine est un composé chimique, constitué d'un noyau d'indole auquel est rattachée une éthylamine.
Ses dérivés, les tryptamines, forment un groupe de substances psychotropes hallucinogènes naturelles ou de synthèse. On les retrouve dans de nombreuses plantes voire chez certains animaux. Cette famille comprend notamment : la diméthyltryptamine (DMT), la diéthyltryptamine (DET), la dipropyltryptamine, la psilocine (4-OH-DMT), la bufoténine (5-OH-DMT), la 5-MeO-DMT.
Les tryptamines agissent sur les récepteurs à la sérotonine du système nerveux central. Ce sont souvent elles qui confèrent aux plantes leur intérêt dans la pratique du chamanisme ; le chimiste américain Alexander Shulgin est connu pour avoir étudié ces effets.
Leur structure chimique est du type indole, elles appartiennent aux indolalkylamines.
Elles sont proches de l'acide lysergique et du LSD. Elles s'apparentent à un acide aminé, le tryptophane.
Leurs emplois dans les traitements des algies vasculaires de la face offrent des résultats probants.